# Parque nacional La Mensura-Pilotos
El Parque Nacional La Mensura‑Pilotos es una área protegida situada en la provincia de Holguín, en la región oriental de Cuba. Fue oficialmente declarado parque nacional en marzo de 2008 mediante el acuerdo 6291 del Comité Ejecutivo del Consejo de Ministros, aunque
su protección se remonta a 1992 como "Parque Nacional Loma de Mensura" y en 2002 recibió el nombre de "La Mensura‑Pilotos". Cubre una extensión de 8 486 hectáreas (84,86 km²) en la Sierra de Nipe, dentro del macizo Nipe‑Sagua‑Baracoa.
Se destaca por su gran biodiversidad, elevado endemismo vegetal, variados ecosistemas, importancia geológica y belleza paisajística. Entre sus principales atractivos naturales se encuentra el Salto del Guayabo, la cascada más alta de Cuba, con una caída de agua de más de 100 metros en dos niveles, que se ha convertido en un símbolo del turismo de naturaleza en la región.

## Ubicación
El parque se localiza en el municipio Mayarí, provincia de Holguín, con partes en el municipio Cueto y colindancias al municipio Julio Antonio Mella en Santiago de Cuba. Geográficamente corresponde al flanco sur y oeste de la Sierra de Nipe, perteneciente a la región Montañas de Nipe‑Cristal del macizo Nipe‑Sagua‑Baracoa.

## Geología y geomorfología
El parque incluye dos sectores diferenciados:
- Mensura, sobre macizo de rocas ultrabásicas y serpentiníticas.
- Pilotos, con base de roca caliza.

Geomorfológicamente, la Sierra de Nipe es una montaña hórstica y de bloque masivo surgida en la etapa neotectónica a lo largo de antiguas y nuevas líneas de dislocación. Entre los 600 y 700 m de altitud se forma un peniplano cubierto generalmente por lateritas, con conexión hacia la llanura de Mayarí al norte, Sierra Cristal al sur, depresión del río Mayarí al este y llanura de Nipe al oeste.

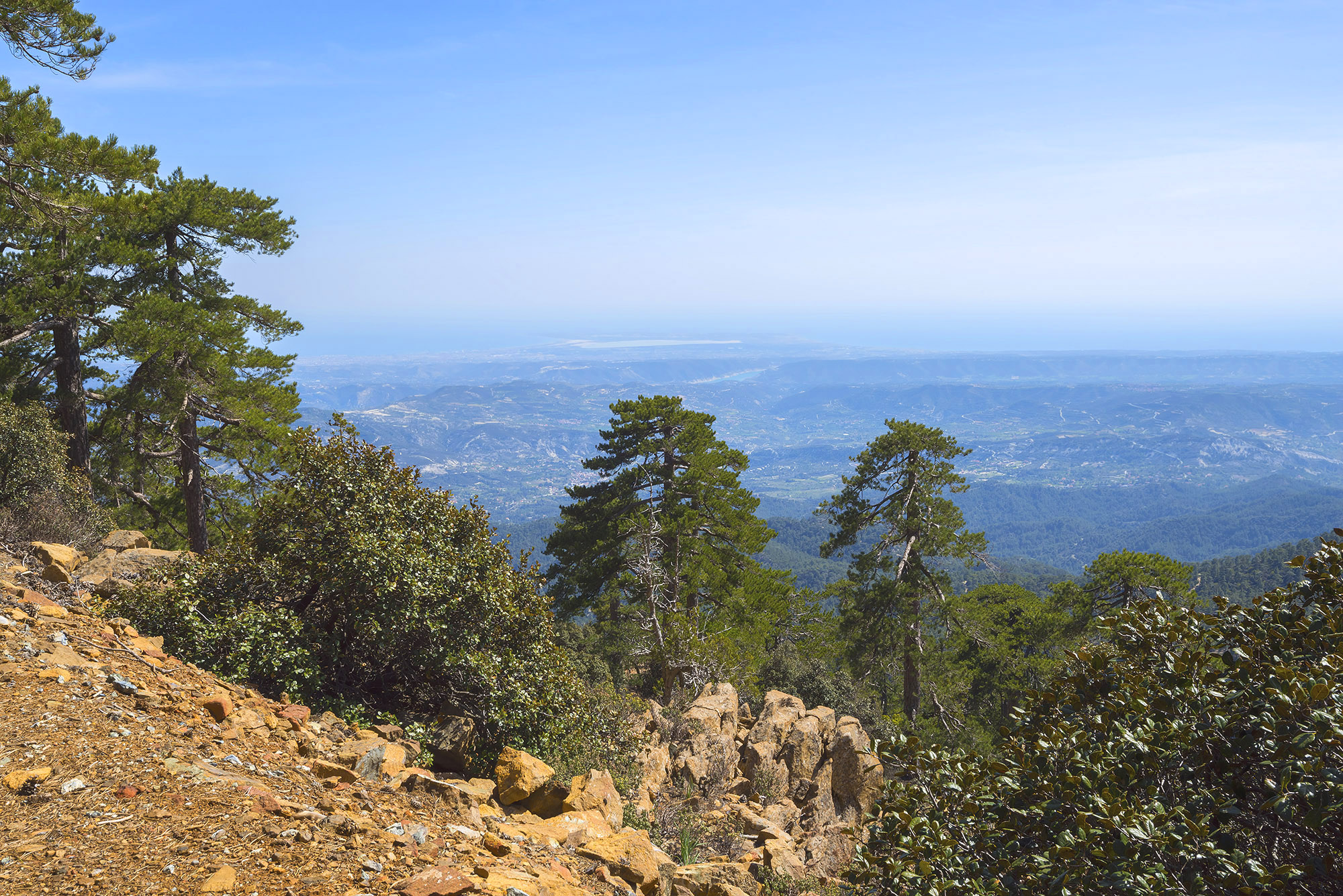
Vista del Parque Nacional.

## Historia y denominación
Originalmente se protegió como “Parque Nacional Loma de Mensura” en 1992 y fue reconocido oficialmente como Parque Nacional La Mensura‑Pilotos en 2008, consolidando su estatus legal desde el acuerdo estatal de marzo de ese año.
El nombre hace referencia a dos accidentes geográficos principales:
- Río Piloto: nace en la Sierra de Nipe‑Sagua‑Baracoa a unos 800 m de altitud, fluye unos 37 km en dirección oeste‑este y marca el límite provincial entre Holguín y Santiago de Cuba.

- Loma de Mensura: a 995 m de altura, es el punto más elevado de la Sierra de Nipe, situada a 18 km del pueblo Alto Cedro.

## Clima
El parque presenta un clima húmedo subtropical influenciado por el anticiclón del Atlántico y el relieve montañoso. La precipitación media anual es de 1 650 mm, con dos estaciones bien definidas:
- Mayo a octubre (verano lluvioso): mayo (~275 mm) y septiembre (~214 mm) son los meses más lluviosos.
- Noviembre a abril (invierno seco): precipitación entre 50 y 100 mm, siendo enero y diciembre los más secos.
- La temperatura media anual es de 21,6 °C; humedad relativa aproximadamente 84,1 %.

## Hidrografía
El río Piloto es el principal curso de agua del parque. Nace en las montañas del macizo Nipe‑Sagua‑Baracoa a unos 800 m de altitud y recorre aproximadamente 37 kilómetros en dirección oeste-este hasta desembocar en el río Mayarí. Su cuenca cubre alrededor de 109 km², y constituye un importante límite natural entre las provincias de Holguín y Santiago de Cuba.
Dentro del parque se localizan otras formaciones hidrográficas relevantes, como el sistema cársico Piloto-Sao Corona, así como manantiales, arroyos, charcos naturales y pozas cristalinas.

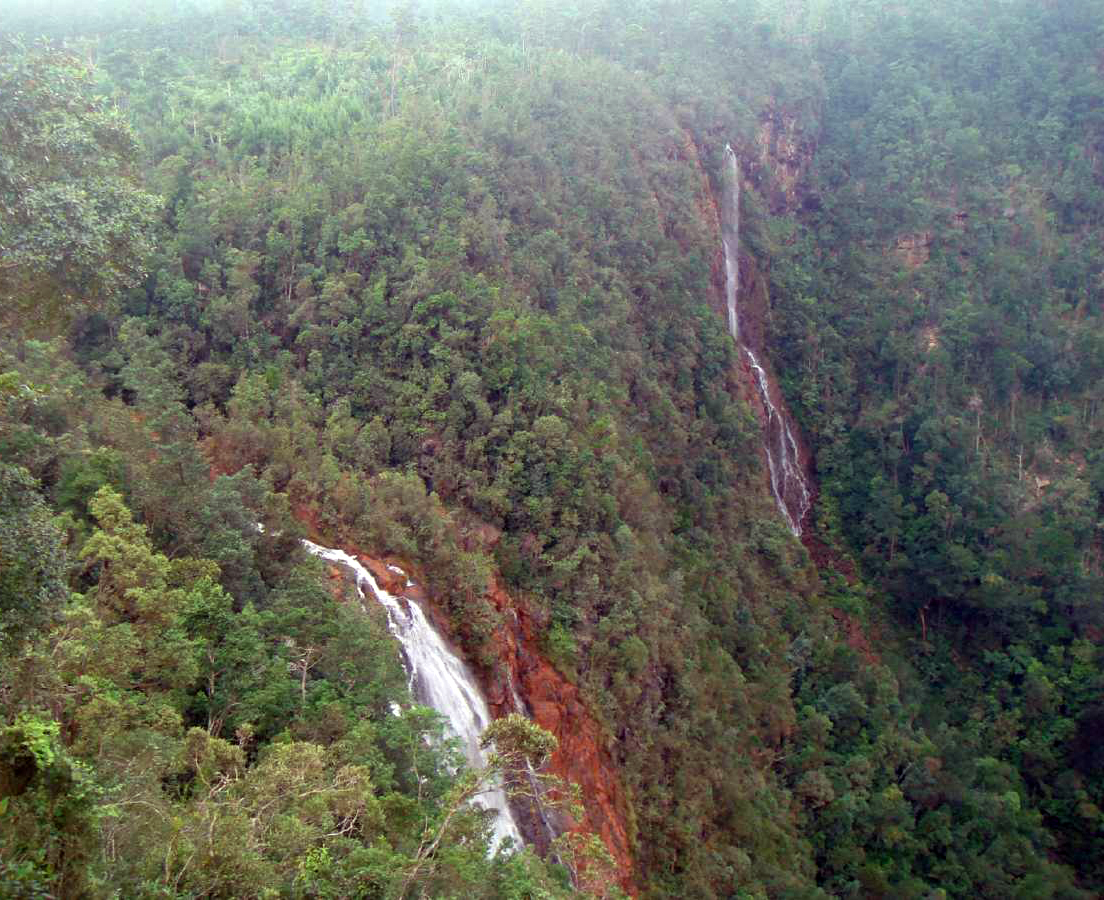
Salto del Guayabo.

Uno de los recursos hídricos más sobresalientes es el Salto del Guayabo, ubicado en la zona de Pinares de Mayarí. Esta cascada, con una doble caída de 85 y 127 metros respectivamente, es considerada la más alta de Cuba. Su caudal desciende por una pared montañosa rodeada de vegetación exuberante, y forma pozas naturales en su base que favorecen la recreación ecológica. El Salto del Guayabo no solo representa un ícono paisajístico del parque, sino también una muestra de la riqueza geológica y ecológica de la región.

## Flora y vegetación
El parque se distingue por su riqueza florística y un altísimo endemismo:
- Se han inventariando más de 600 especies de plantas,[4] sobre todo Magnoliophyta, con familias representativas como Poaceae (60 spp), Orchidaceae (49), Rubiaceae (42), Asteraceae (32), Euphorbiaceae (25) y Myrtaceae (20).
- El endemismo alcanza 262 especies (45,1 % del total); 82 de ellas estrictamente locales, 61 del sector Nipe‑Baracoa, 73 de Cuba oriental y 46 de toda Cuba.
- En la Loma de Mensura se documentan 268 especies endémicas, de ellas 90 exclusivas del área.

Las comunidades vegetales incluyen bosque pluvial, pinares con Pinus cubensis, charrascales y vegetación de mogotes, configurando un mosaico de ecosistemas con alta divergencia ecológica, escalas altitudinales y valor estético.

## Fauna
La biodiversidad animal es notable:
- Insectos: 18 órdenes registrados, con Diptera, Hymenoptera, Coleoptera y Homoptera representando el 93 %
- Arácnidos: 122 especies en seis órdenes (Araneae 110 spp; Scorpiones 7 spp) (17,9 % de los taxa cubanos)
- Moluscos terrestres: 86 especies registradas
- Anfibios: 13 especies en cuatro familias
- Aves: según BirdLife International, 112 especies de aves en el área, con al menos 16 endémicas de Cuba, incluyendo especies amenazadas como Geotrygon caniceps, Mellisuga helenae, Margarobyas lawrencii, Setophaga pityophila, entre otras

También se registran mamíferos nativos (como hutías, murciélagos), reptiles endémicos y especies clave como Accipiter gundlachi (gavilán colilargo) y Setophaga pityophila (bijirita del Pinar).

## Conservación y manejo

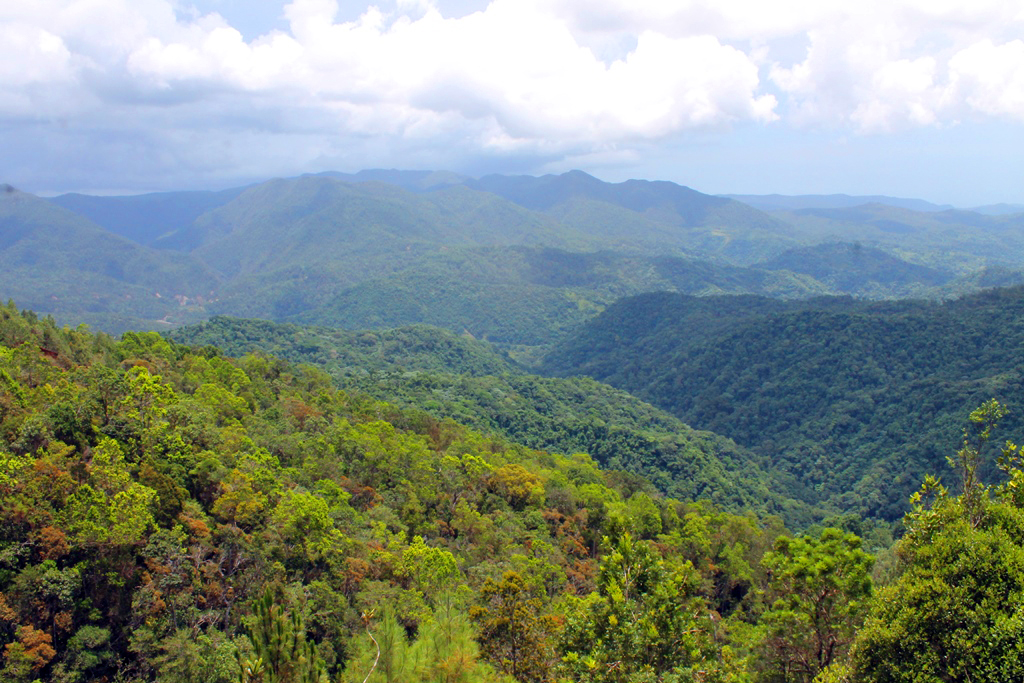
Vista del Parque Nacional.

El parque forma parte del sistema nacional de áreas protegidas de Cuba, con categoría IUCN II. Protege el 77 % del sitio IBA “La Mensura” reconocido internacionalmente por BirdLife International desde 2008.
Objetos de conservación incluyen:
- Sistemas cársicos Sao Corona y Piloto
- La cabezada del río Piloto, firme de La Mensura, charrascal de Cuevas y Loma del Güinche
- Poblaciones clave de bijirita del Pinar y gavilán colilargo
- Sitios arqueológicos aborígenes, de esclavitud cimarrona y de la Guerra de Independencia y Ejército Rebelde

La zonificación incluye zonas de conservación, uso público, restauración, administrativa, socioeconómica y de amortiguamiento, para gestionar adecuadamente usos y medidas protectorales.
En 2023 un incendio forestal afectó aproximadamente 5 756 ha, dañando pinares, charrascales, orquidiarios y hábitats de especies endémicas como gavilán colilargo y bijirita del Pinar, y se implementó fuego aéreo (aviones Dromedarios) para control del siniestro.

## Turismo y actividades
El Parque Nacional La Mensura‑Pilotos es uno de los destinos de ecoturismo más importantes del oriente cubano. La riqueza de su flora y fauna, unida a sus valores escénicos y paisajes montañosos, lo convierten en un sitio atractivo para el desarrollo del turismo de naturaleza y la educación ambiental.

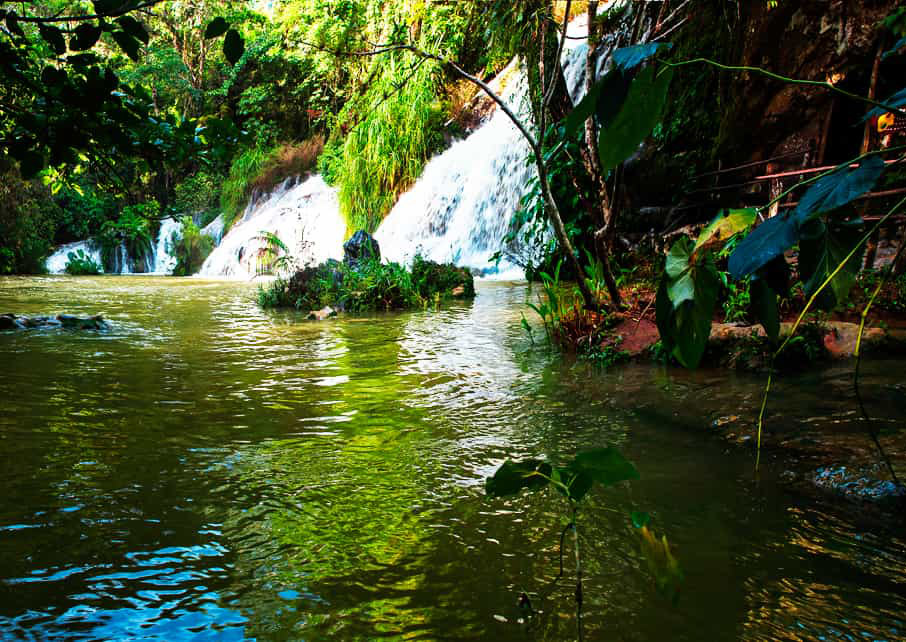
Poza Rafael.

Entre las actividades más populares dentro del parque se incluyen:
- Senderismo y observación de aves endémicas
- Recorridos interpretativos por los pinares y charrascales
- Espeleoturismo en cavidades del sistema cársico
- Paseos en kayak y baños en pozas naturales
- Visitas guiadas a sitios históricos y arqueológicos

El principal atractivo turístico del parque es el Salto del Guayabo, ubicado en las inmediaciones del complejo turístico de Pinares de Mayarí. Su impresionante caída de más de 100 metros, rodeada de vegetación tropical y pinares, ofrece uno de los paisajes naturales más espectaculares de Cuba. Desde un mirador cercano se puede contemplar la magnitud del salto, y es posible descender hasta su base a través de senderos bien señalizados. Esta cascada es visitada por miles de personas cada año, siendo además el símbolo más reconocido del parque en la promoción del ecoturismo en la región oriental.
Además, destacan senderos como La Sabina, Poza Rafael y Cueva Fría del arroyo La Chivera, combinados con actividades de espeleoturismo, observación de aves y mariposas, safaris en jeep, caminatas y baño en cascadas y pozas.